# كريستا كولينز
كريستا كولينز (بالإنجليزية: Christa Collins)‏ هي راقصة ومغنية أمريكية، ولدت في 4 يوليو 1979 في آيوا في الولايات المتحدة.

## وصلات خارجية
- الموقع الرسمي
- كريستا كولينز على موقع IMDb (الإنجليزية)
- كريستا كولينز على موقع ميوزك برينز (الإنجليزية)
- كريستا كولينز على موقع أول ميوزيك (الإنجليزية)
- كريستا كولينز على موقع ديسكوغز (الإنجليزية)